# 이서남로
이서남로(Iseonam-ro)는 전북특별자치도 김제시 금구면 대야삼거리 에서 완주군 이서면 을 잇는 전북특별자치도의 도로이다.

## 주요 경유지
전북특별자치도
- 김제시 금구면 - 완주군 이서면

## 노선
| 이름          | 접속 노선                     | 소재지 | 소재지 | 비고 |
| ------------- | ----------------------------- | ------ | ------ | ---- |
| 대야삼거리    | 국도 제1호선 (선비로)         | 김제시 | 금구면 |      |
| 돌꼭지 교차로 | 지방도 제716호선 (콩쥐팥쥐로) | 완주군 | 이서면 |      |
| (이름없음)    | 농생명로                      | 완주군 | 이서면 |      |

## 주요 시설및 건물
- SK에너지 이성주유소 (이서남로 54/이성리 308-1)